# Mizoën
Mizoën [mizwɛ̃] est une commune française située dans le département de l'Isère en région Auvergne-Rhône-Alpes.
Positionnée en secteur de haute montagne à proximité des stations de ski du massif de l'Oisans que sont l'Alpe d'Huez et les Deux Alpes, ses habitants sont dénommés les Mizoënnais.

## Géographie

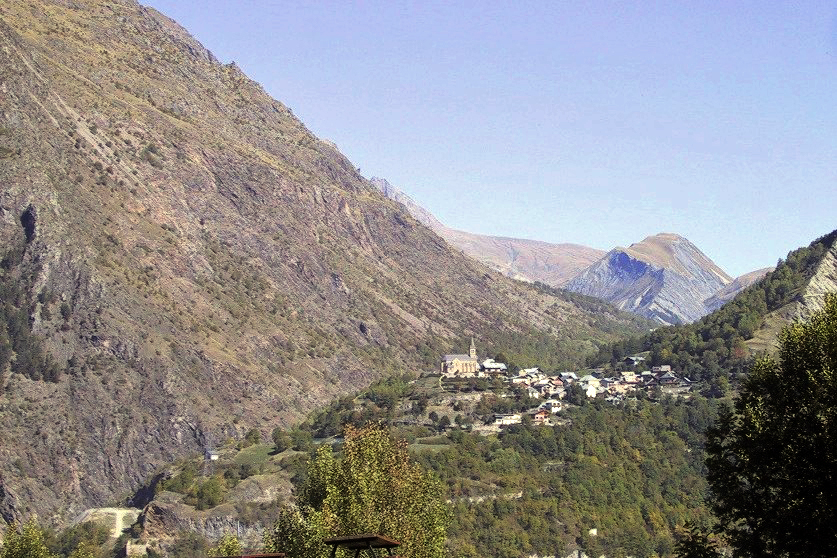
Vue générale.

### Situation et description
Mizoën est situé en Oisans, une région des Alpes entre le département de l’Isère et des Hautes-Alpes, correspondant au bassin de la rivière Romanche  et de ses affluents (l'Eau d'Olle, la Lignarre, la Sarenne, le Vénéon, le Ferrand).
À une altitude de 1 186 m, la commune de Mizoën est placée sur un promontoire dominant la Romanche (rivière des rochers née des glaciers de la Casse Déserte) et le Ferrand (qui signifie, selon la racine latine, Ferus : « le sauvage », et qui naît au pied des cimes des Sauvages, appartenant au massif des Grandes Rousses).
Depuis 1973, la commune de Mizoën est incluse dans la zone « périphérique » du Parc national des Écrins, donc vouée à des aménagements « doux », c'est-à-dire limités. Depuis 2014, la commune a adhéré à la nouvelle charte du parc et est ainsi intégrée dans la zone dite « d’adhésion ».

### Communes limitrophes
Mizoën est entouré des communautés de Mont-de-Lans au sud (celle-ci a fusionné avec Venosc, composant ainsi la commune nouvelle des Deux Alpes), de la Grave à l'est, de Besse et Clavans-en-Haut-Oisans au nord, et du Freney-d'Oisans à l'ouest, à l'entrée des gorges de l'Infernet.

### Climat
Pour des articles plus généraux, voir Climat d'Auvergne-Rhône-Alpes et Climat de l'Isère.
En 2010, le climat de la commune est de type climat de montagne, selon une étude du Centre national de la recherche scientifique s'appuyant sur une série de données couvrant la période 1971-2000. En 2020, Météo-France publie une typologie des climats de la France métropolitaine dans laquelle la commune est exposée à un climat de montagne ou de marges de montagne et est dans une zone de transition entre les régions climatiques « Alpes du nord » et « Alpes du sud ». 
Pour la période 1971-2000, la température annuelle moyenne est de 7,3 °C, avec une amplitude thermique annuelle de 16,6 °C. Le cumul annuel moyen de précipitations est de 1 077 mm, avec 9,1 jours de précipitations en janvier et 7,9 jours en juillet. Pour la période 1991-2020, la température moyenne annuelle observée sur la station météorologique de Météo-France la plus proche, « Besse », sur la commune de Besse à 3 km à vol d'oiseau, est de 7,7 °C et le cumul annuel moyen de précipitations est de 932,2 mm,. Pour l'avenir, les paramètres climatiques de la commune estimés pour 2050 selon différents scénarios d'émission de gaz à effet de serre sont consultables sur un site dédié publié par Météo-France en novembre 2022.

### Hydrographie
Le territoire communal est traversé par la Romanche, un sous affluent de l'Isère qui prend sa source dans le parc national des Écrins au pied du pic de Chamoissière.

## Urbanisme

### Typologie
Au 1er janvier 2024, Mizoën est catégorisée commune rurale à habitat dispersé, selon la nouvelle grille communale de densité à sept niveaux définie par l'Insee en 2022.
Elle est située hors unité urbaine et hors attraction des villes,.

### Occupation des sols
L'occupation des sols de la commune, telle qu'elle ressort de la base de données européenne d’occupation biophysique des sols Corine Land Cover (CLC), est marquée par l'importance des forêts et milieux semi-naturels (96,4 % en 2018), en augmentation par rapport à 1990 (95,4 %). La répartition détaillée en 2018 est la suivante : 
espaces ouverts, sans ou avec peu de végétation (45,2 %), milieux à végétation arbustive et/ou herbacée (28,8 %), forêts (22,3 %), eaux continentales (3,6 %). L'évolution de l’occupation des sols de la commune et de ses infrastructures peut être observée sur les différentes représentations cartographiques du territoire : la carte de Cassini (XVIIIe siècle), la carte d'état-major (1820-1866) et les cartes ou photos aériennes de l'IGN pour la période actuelle (1950 à aujourd'hui).

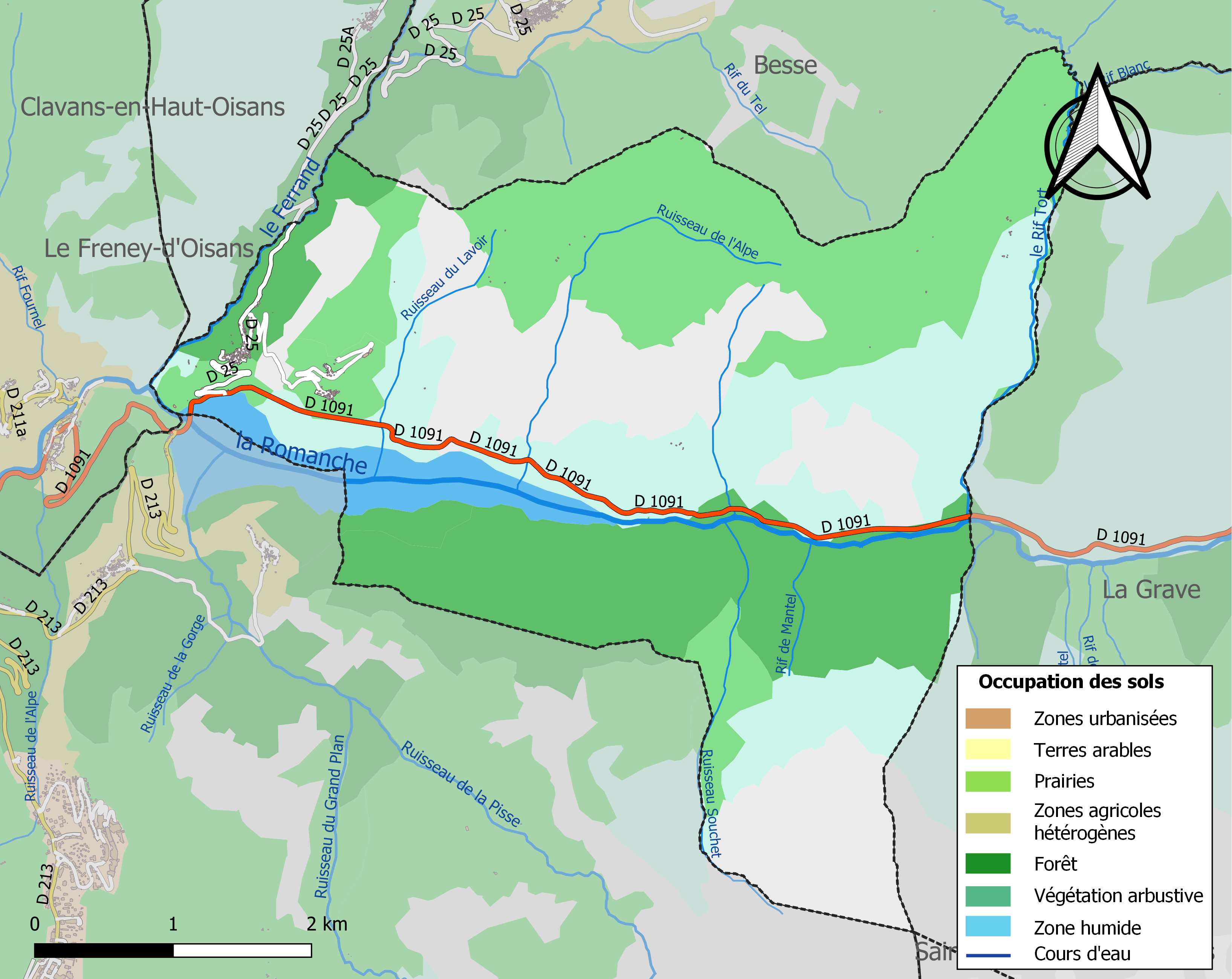
Carte des infrastructures et de l'occupation des sols de la commune en 2018 (CLC).

### Lieux-dits et écarts

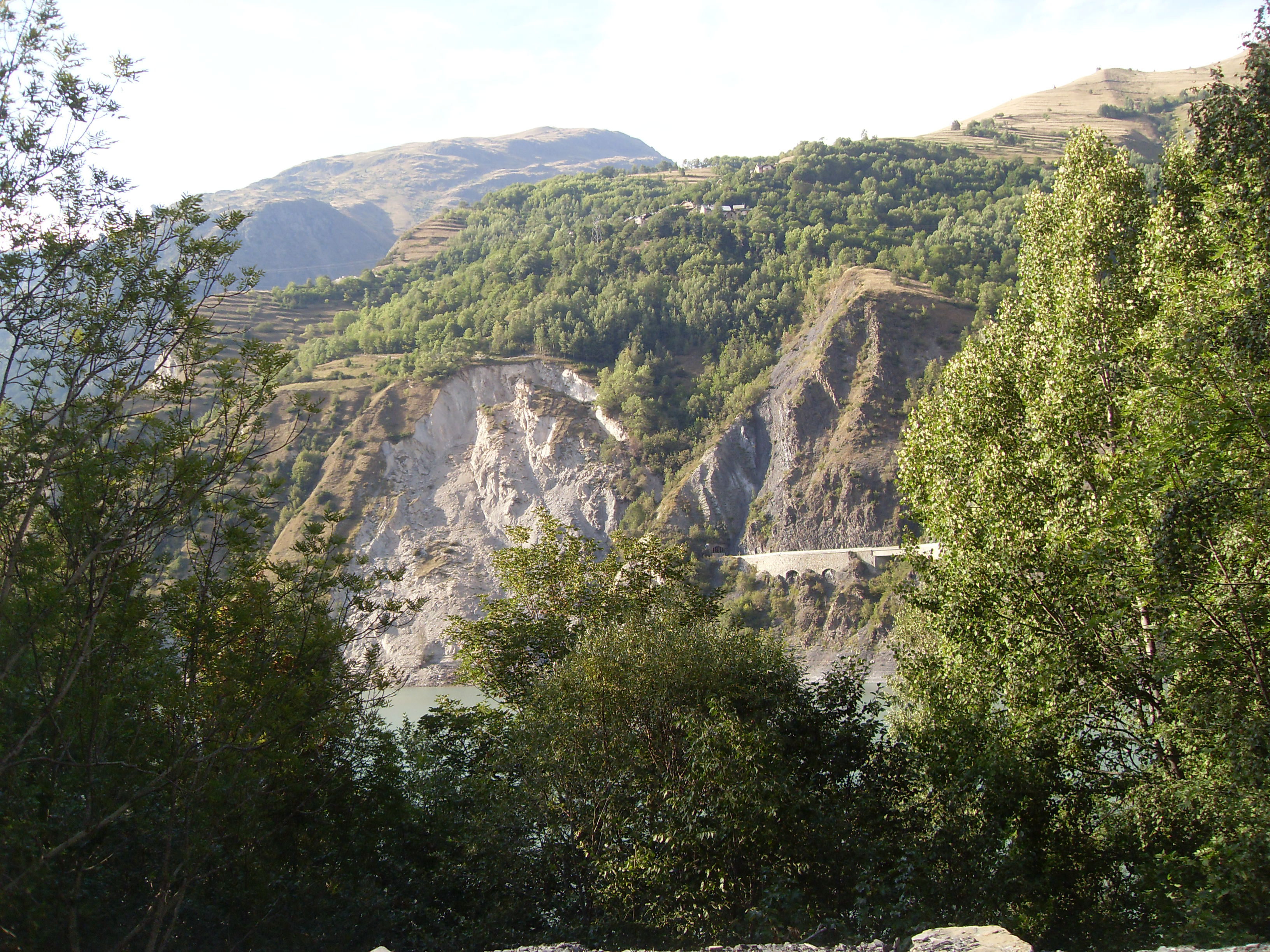
Les Aymes, au-dessus du glissement de terrain du Chambon en 2016.

Deux hameaux qui lui sont rattachés : Les Aymes, à une altitude de 1 290 m, et Singuigneret, à 1 360 m.

### Risques naturels et technologiques

#### Risques sismiques
La totalité du territoire de la commune de Mizoën est situé en zone de sismicité n°3 (sur une échelle de 1 à 5), dite « modérée, » comme la plupart des communes de son secteur géographique, le massif de l'Oisans.
| Type de zone | Niveau            | Définitions (bâtiment à risque normal) |
| ------------ | ----------------- | -------------------------------------- |
| Zone 3       | Sismicité modérée | accélération = 1,1 m/s2                |

## Toponymie
En occitan ou provençal, Mizoën pourrait signifier « au midi »

## Histoire
Comme la plupart des communautés de l'Oisans, Mizoën fut un pays de marchands colporteurs qui se livraient au commerce d’articles de mercerie, de tissus et peut-être, à l'occasion, de plantes des montagnes ou de cristaux. Certains allaient par exemple à Lyon, à Autun, dans le Charolais et à Genève.
Mizoën fut un fief protestant. Un pasteur fut envoyé par Calvin dès 1562. Quand on sait que la Réforme s'établit en Dauphiné en 1522 par Guillaume Farel, compagnon de Calvin, on peut supposer que les gens de Mizoën furent rapidement conquis par cette religion nouvelle. Les marchands furent probablement les diffuseurs de ces idées et les sympathisants de la communauté protestante, parrainant les nouveau-nés, finançant le temple et l'école, constituant une sorte de « banque coopérative » dite du denier des pauvres, mais aussi d'entraide en faveur des jeunes partant au commerce.
L'épisode protestant s'arrête avec les vexations ordonnées par Louis XIV autour des années 1680, la révocation de l'édit de tolérance en 1685 et la suppression de tout statut légal aux « prétendus réformés ». Le dernier pasteur, Jean Bonnet, prend la route de l'exode, puis les familles et groupes de familles s'exilent les années suivantes en direction de la Suisse, de l'Allemagne (jusqu'en Saxe et au Brandebourg), voire des Pays-Bas et même de l'Angleterre. Ils gagnent la frontière de Savoie par le col des Prés Nouveaux, puis Genève, avant de se disperser dans les pays d'accueil. Certains sont emprisonnés, d'autres exécutés, certains envoyés aux galères... En 1689, la communauté a perdu les deux tiers de ses habitants. Les biens des « déserteurs » sont loués à de « bons catholiques » mais de nombreuses terres restent incultes.

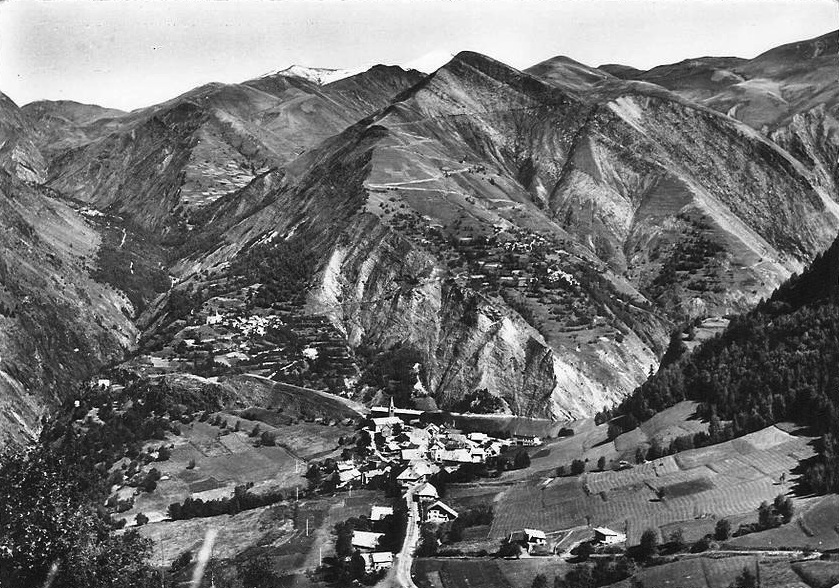
Au premier plan : Mont-de-Lans. La retenue d'eau du barrage du Chambon s'aperçoit au-delà. Le village dans le tiers gauche de l'image est Mizoën ; dans la partie droite : ses hameaux de Singuigneret et des Aymes. Carte postale ancienne (vers 1938 ?).

Depuis le XVIIIe siècle et jusqu’à une période récente, les cultures principales étaient le seigle, le froment, l'orge, l'avoine, la pomme de terre, des légumes (choux, choux-raves, haricots, pois, poireaux, betteraves, bettes, carottes...), tout le nécessaire pour subsister. Les alpages se développent à partir de 1 700 mètres et s'étendent en travers des vallonnements aux formes douces jusque vers 2 400 mètres d'altitude. Ce grand espace pastoral, dont une partie était fauchée encore au début du XXe siècle, se nomme « le plateau d'Emparis ». Le plateau d'Emparis a été classé dès 1991 et une grande zone de 2 400 ha, s’étendant sur 3 communes, Clavans, Besse et Mizoën a été déclarée  site Natura 2000. Ces deux classements ont permis et permettront à l’avenir de protéger les espèces menacées comme la laîche bicolore, l’avoine odorante, des tourbières et autres sites remarquables. Il ne reste plus aujourd’hui que deux éleveurs d’ovins et de caprins, avec près de 150 bêtes.

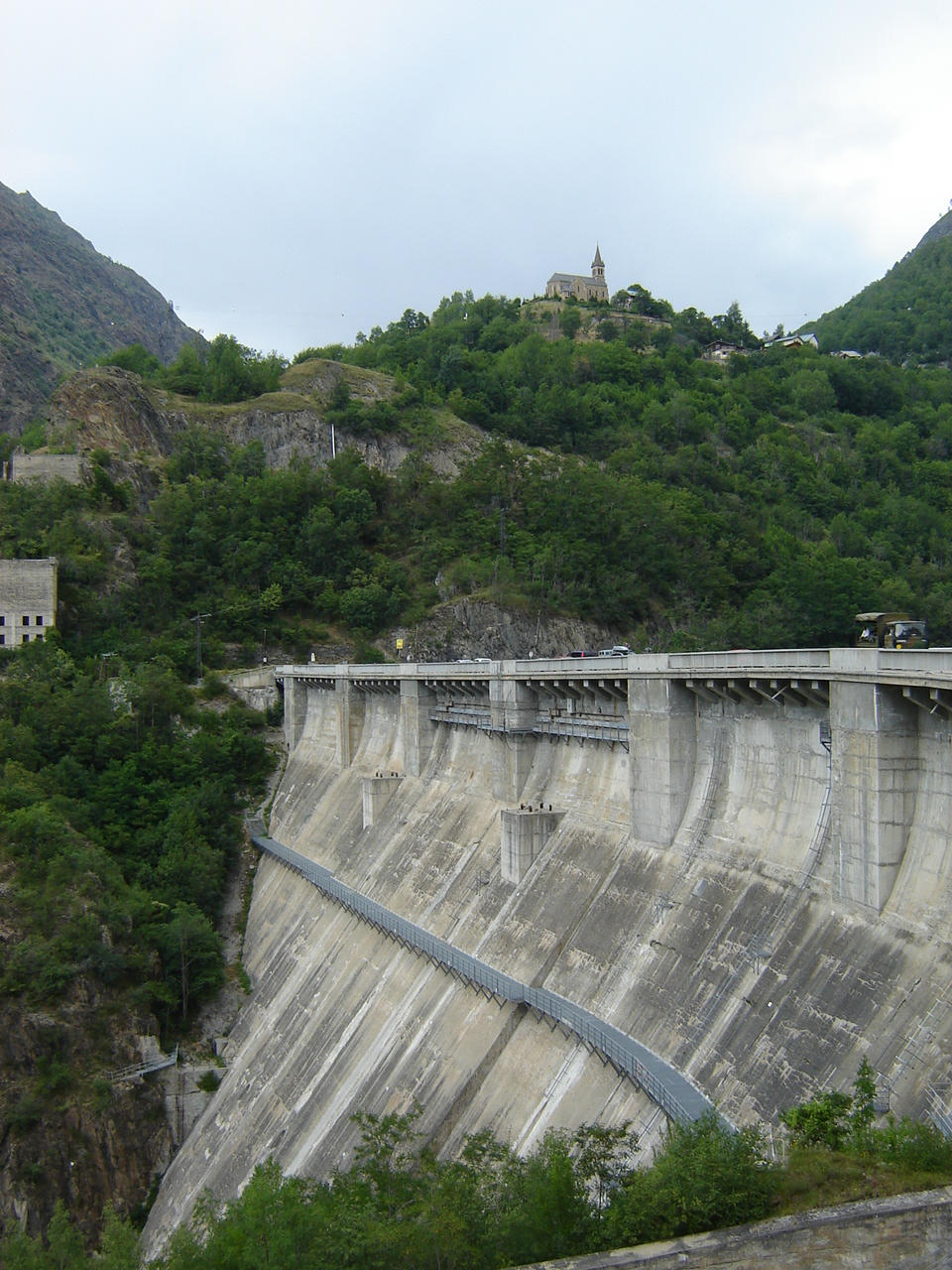
Le barrage du Chambon et l'église de Mizoën.

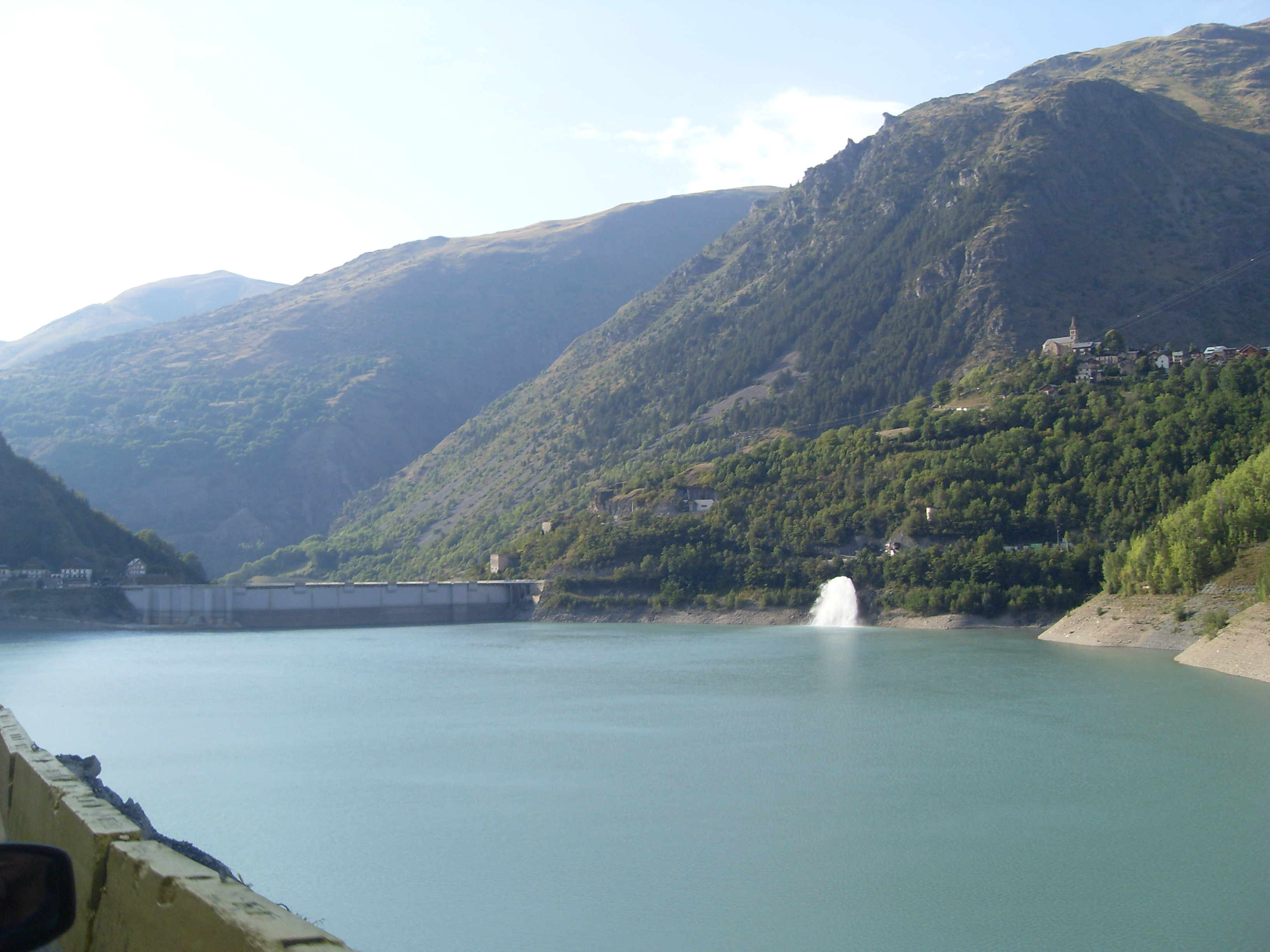
Le barrage du Chambon et sa retenue d'eau, et Mizoën (sur la droite de l'image).

À la fin du XIXe siècle, une industrie électrochimique et électro-métallurgique s'installe dans la basse vallée de la Romanche. En 1896, pour desservir cette nouvelle industrie, un chemin de fer relie l'Oisans à Grenoble. Après la Première Guerre mondiale, notamment en 1921, les industriels de la Romanche, Alès Froges-Camargue, Ugine-Kuhlmann, Keller et Leleux, créent une Société des Forces motrices de la Haute-Romanche qui va entreprendre la construction d'une réserve hydraulique au Chambon pour garantir une fourniture régulière d'électricité. Les travaux préparatoires sont lancés. Le grand chantier bouleverse l'équilibre économique et social de la haute vallée, avec l’afflux de main-d'œuvre étrangère entre 1925 et 1935. La construction du barrage du Chambon (1935) et sa retenue d’eau située en grande partie sur le territoire de Mizoën peut être considérée comme le passage de l'ère traditionnelle à l'ère moderne, de la société paysanne à la société industrielle.
Dans la foulée de «l'or bleu», le développement touristique, grâce à « l’or blanc », a permis la création de prestigieuses stations de sports d'hiver avec notamment l'Alpe d'Huez, rendue célèbre aussi en été  par le Tour de France pour sa montée aux 21 lacets et les Deux Alpes (du Mont de Lans et de Venosc), connue pour son ski d'été sur le glacier à 3 600 m. Ces deux stations, qui toutes deux offrent de multiples activités sportives, sont aujourd’hui devenues les poumons économiques de la vallée dont Mizoën bénéficie grâce à sa proximité.

## Politique et administration

### Liste des maires
| Période                                  | Période    | Identité       | Étiquette     | Qualité  |
| ---------------------------------------- | ---------- | -------------- | ------------- | -------- |
| avant 1988                               | avril 2014 | André Jouanny  | Apparenté PCF |          |
| avril 2014                               | En cours   | Bernard Michel | SE            | Retraité |
| Les données manquantes sont à compléter. |            |                |               |          |

## Population et société

### Démographie
L'évolution du nombre d'habitants est connue à travers les recensements de la population effectués dans la commune depuis 1793. Pour les communes de moins de 10 000 habitants, une enquête de recensement portant sur toute la population est réalisée tous les cinq ans, les populations de référence des années intermédiaires étant quant à elles estimées par interpolation ou extrapolation. Pour la commune, le premier recensement exhaustif entrant dans le cadre du nouveau dispositif a été réalisé en 2004.

En 2022, la commune comptait 192 habitants, en stagnation par rapport à 2016 (Isère : +3,07 %, France hors Mayotte : +2,11 %).
| 1793 | 1800 | 1806 | 1821 | 1831 | 1836 | 1841 | 1846 | 1851 |
| ---- | ---- | ---- | ---- | ---- | ---- | ---- | ---- | ---- |
| 504  | 508  | 566  | 638  | 661  | 629  | 655  | 680  | 663  |

| 1856 | 1861 | 1866 | 1872 | 1876 | 1881 | 1886 | 1891 | 1896 |
| ---- | ---- | ---- | ---- | ---- | ---- | ---- | ---- | ---- |
| 637  | 657  | 601  | 552  | 549  | 509  | 473  | 423  | 408  |

| 1901 | 1906 | 1911 | 1921 | 1926 | 1931 | 1936 | 1946 | 1954 |
| ---- | ---- | ---- | ---- | ---- | ---- | ---- | ---- | ---- |
| 382  | 389  | 352  | 305  | 252  | 323  | 189  | 150  | 121  |

| 1962 | 1968 | 1975 | 1982 | 1990 | 1999 | 2004 | 2006 | 2009 |
| ---- | ---- | ---- | ---- | ---- | ---- | ---- | ---- | ---- |
| 125  | 112  | 90   | 94   | 122  | 163  | 172  | 173  | 183  |

| 2014 | 2019 | 2022 | - | - | - | - | - | - |
| ---- | ---- | ---- | - | - | - | - | - | - |
| 197  | 190  | 192  | - | - | - | - | - | - |

### Enseignement
La commune est rattachée à l'académie de Grenoble.

### Équipements sportifs

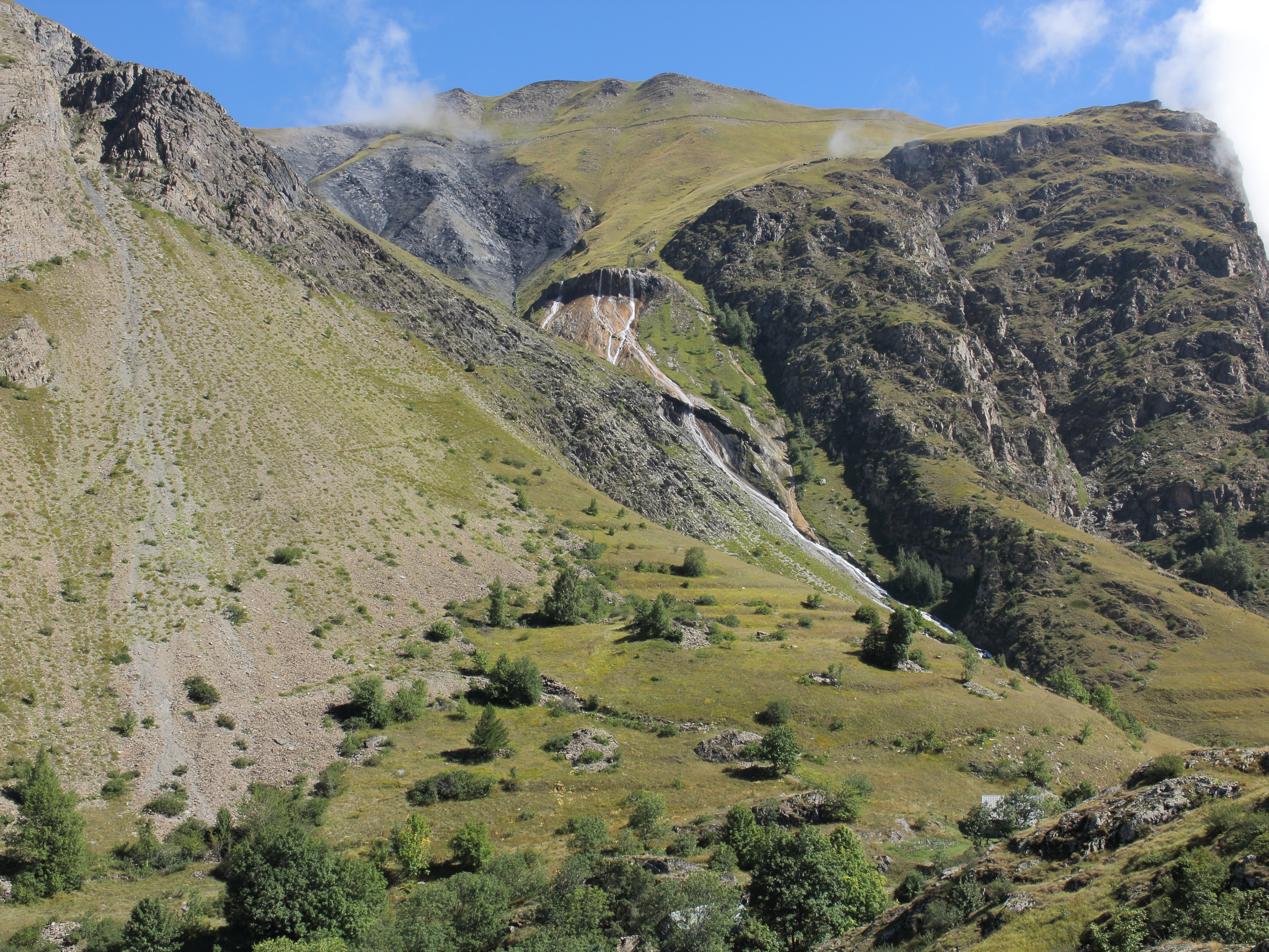
Paysage vu des Clots.

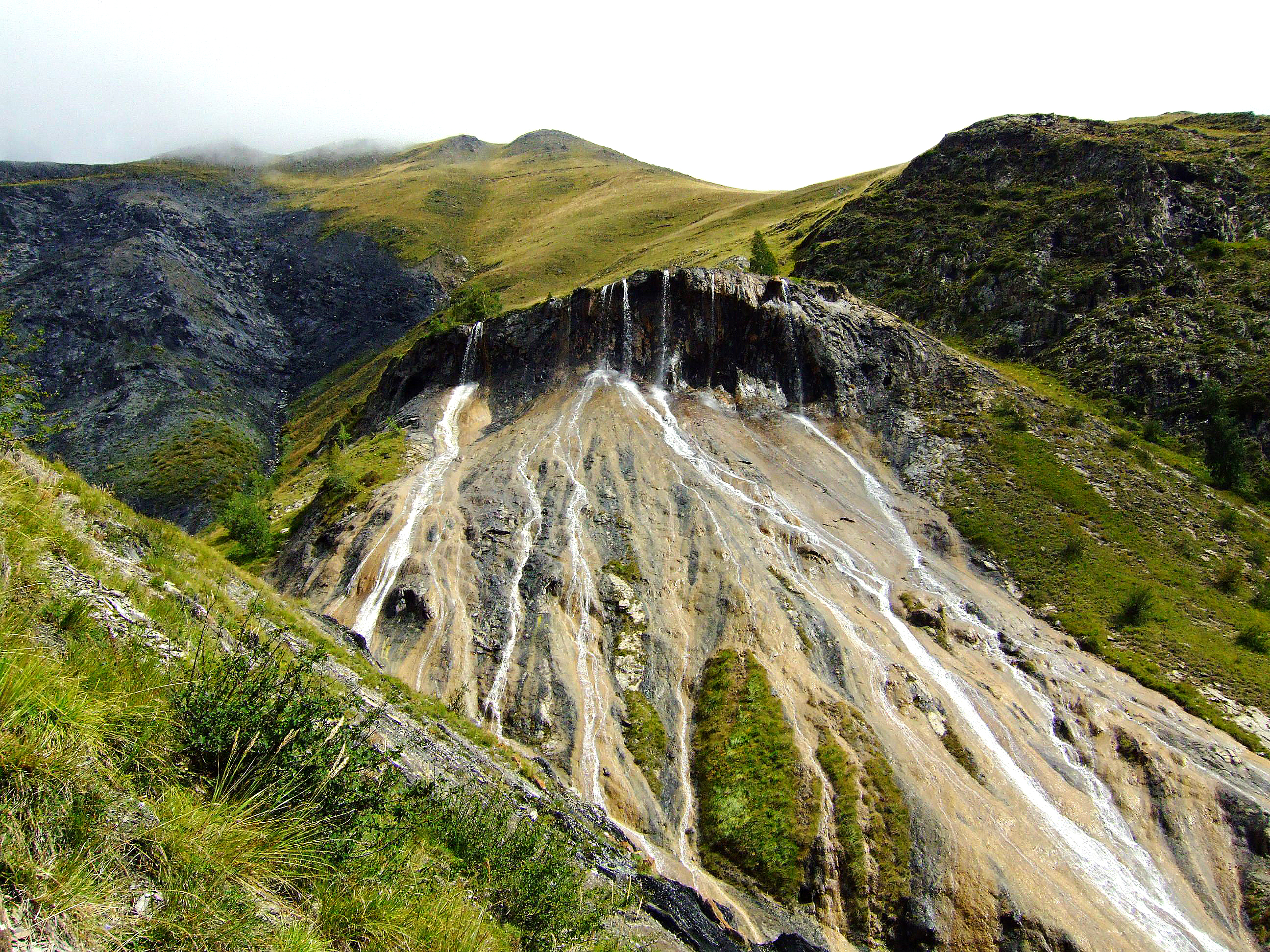
La « fontaine pétrifiante », sur le sentier allant au refuge des Mouterres.

La localisation en montagne et pleine nature de Mizoën est propice à la pratique de sports de plein air, notamment la randonnée pédestre (sur le sentier de grande randonnée 54 (Tour de l'Oisans), par exemple). Le plan d'eau du Chambon comporte une base nautique. Les stations proches de l'Alpe d'Huez et des Deux Alpes, permettent la pratique de nombreux sports été comme hiver (VTT, escalade, ski alpin, snowboard, parapente, etc.).
Plusieurs refuges de montagne se trouvent sur la commune.

### Médias
Historiquement, le quotidien à grand tirage Le Dauphiné libéré consacre, chaque jour, y compris le dimanche, dans son édition de l'Isère-Sud, un ou plusieurs articles à l'actualité du canton et de la communauté de communes, ainsi que des informations sur les éventuelles manifestations locales, les travaux routiers, et autres événements divers à caractère local.

### Cultes
La communauté catholique et l'église paroissiale (propriété de la commune) sont rattachées à la paroisse Saint Bernard en Oisans comme la plupart des communes de l'Oisans. Cette paroisse est elle-même rattachée au diocèse de Grenoble-Vienne.

## Culture locale et patrimoine

### Lieux et monuments

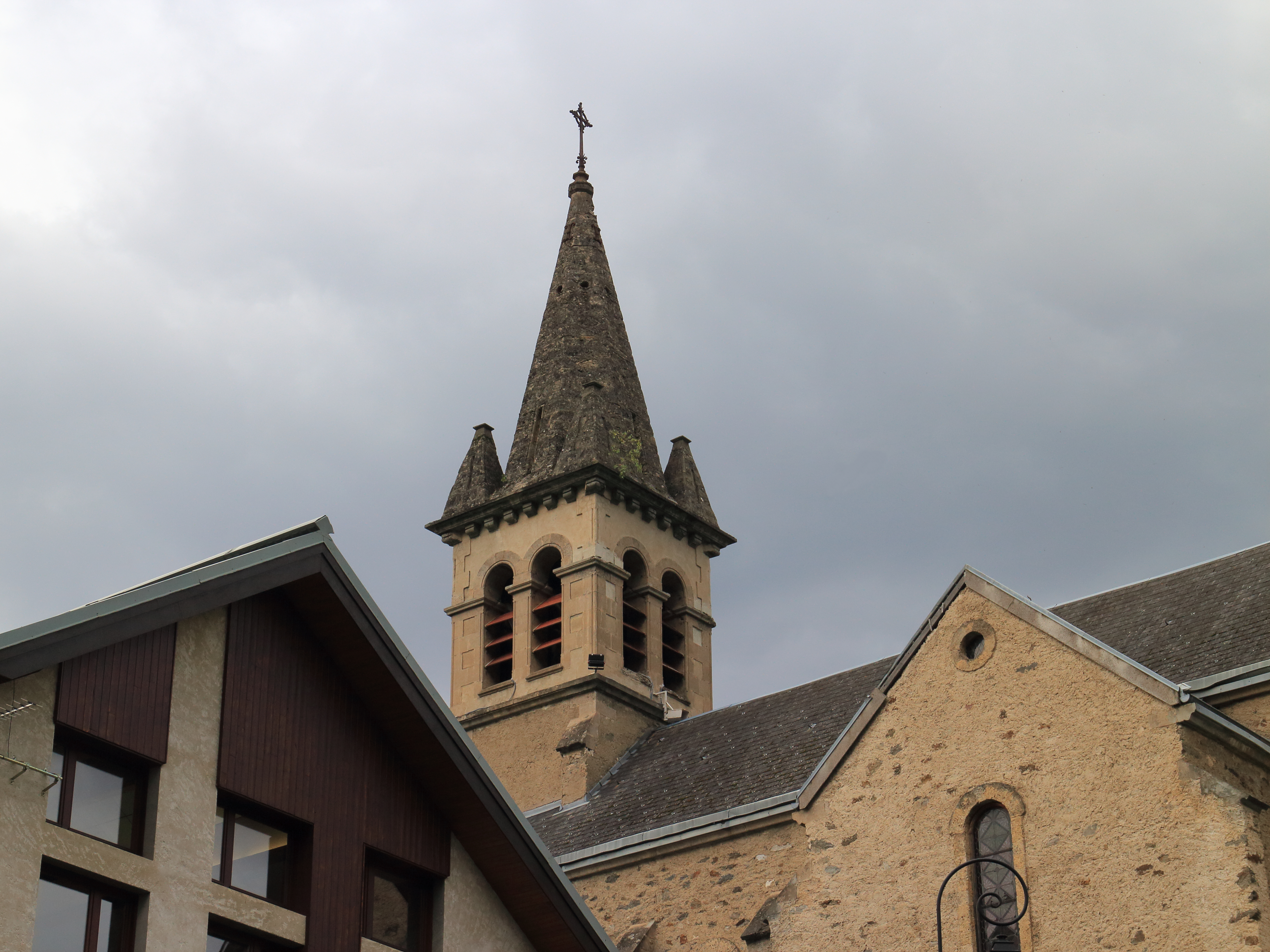
L'église.

- L'église paroissiale Saint-Jacques-et-Saint-Christophe de Mizoën construite en 1889[24].
- Depuis 2003, le barrage du Chambon (partagé avec la commune des Deux Alpes) est labellisé « Patrimoine du XXe siècle » de l'Isère.
- Refuge des Clôts[24]

### Espaces verts et fleurissement
En mars 2017, la commune confirme le niveau « trois fleurs » au concours des villes et villages fleuris, ce label récompense le fleurissement de la commune au titre de l'année 2016.

### Patrimoine naturel

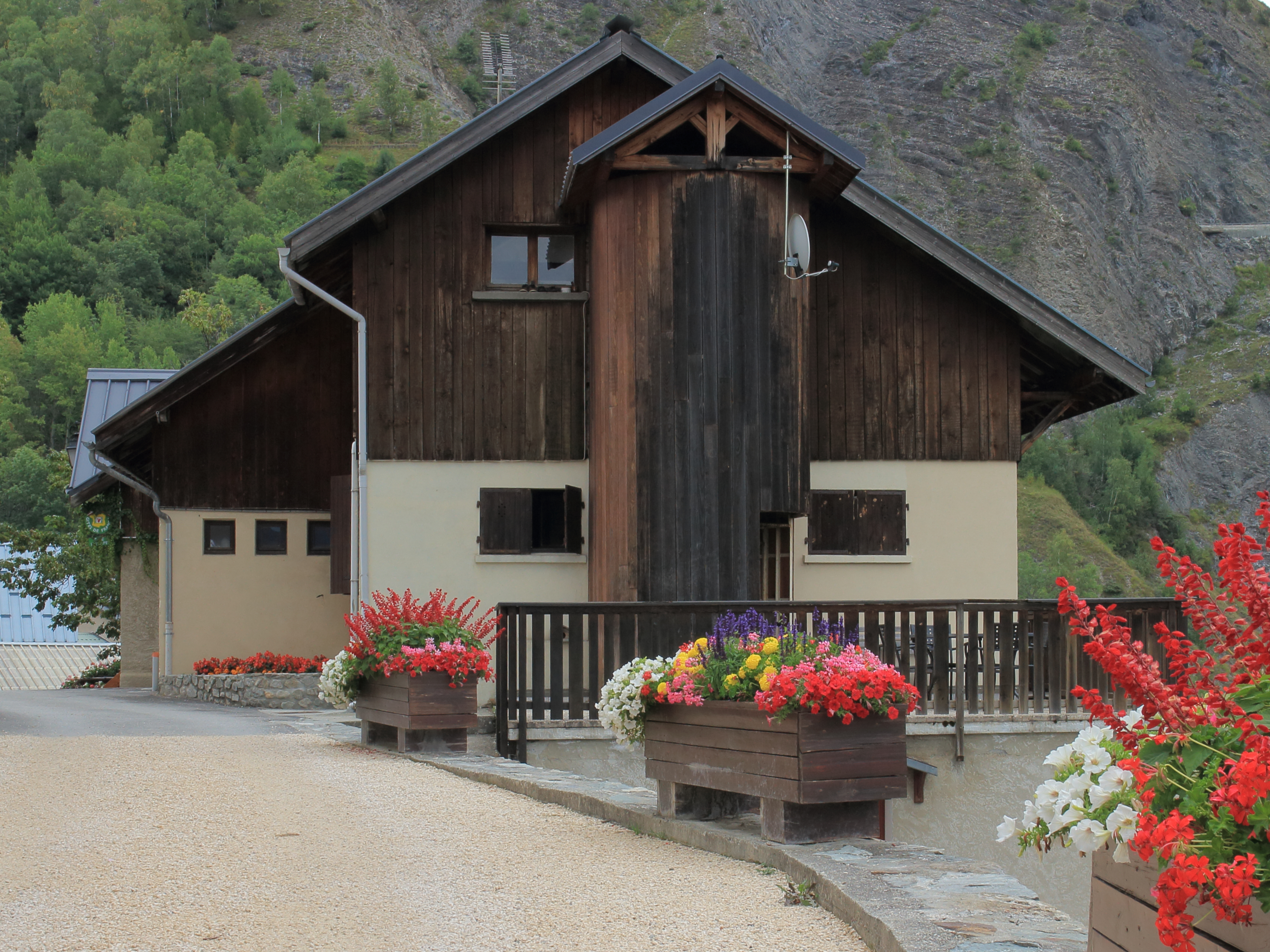
Gite d'étape l'Emparis.

- Le plateau d'Emparis (partagé avec les communes de Besse et La Grave)[24].
- La cascade de la Pisse (au-dessus du Refuge des Clôts)[24].

### Patrimoine culinaire
- Les ravioles de Mizoën